# Johannes Heesters
Johan Marius Nicolaas "Johannes" Heesters (Amersfoort, Hollandia, 1903. december 5. – Starnberg im Oberbayern, Németország 2011. december 24.) holland származású, de 1936 óta Németországban élt és dolgozott színész, zenész és énekes. Őt tartották a legidősebb aktív zenésznek, egészen haláláig.

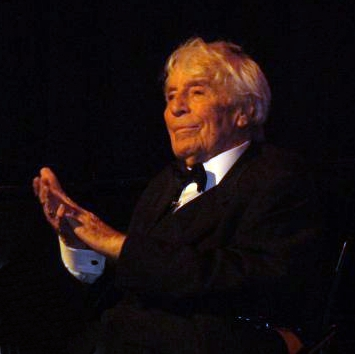
Johannes Heesters (2006)

## Élete és pályája
Egy kereskedő család negyedik fiaként született Hollandiában. Apja, Jacobus Heesters (1865–1946) kereskedő, édesanyja, Geertruida Jacoba van den Heuvel (1866–1951), háztartásbeli volt. Tizenhat évesen döntött úgy, hogy színész lesz, ezt követően színészi és énekesi képzést végzett el. Színpadi debütálása 1921-ben volt, 1924-ben szerepelt először filmben, a Cirque Hollandais című némafilmben.
1936-ban Németországba költözött és a berlini közönségtől megkapta a Jopie becenevet. Ekkoriban a főszereplésével játszott színdarabokat többször látta maga Adolf Hitler is.
A háború után Bécsben, Münchenben és Berlinben voltak rendszeres fellépései, a hatvanas és hetvenes években számos televíziós műsorban és tévéfilmben szerepelt. 1978-ban megírta emlékiratait Es kommt auf die Sekunde an [A megfelelő másodperc számít] címmel.
2007 óta szembetegségei miatt fokozatosan vesztette el látását, 2009-ben teljesen megvakult. Kisebb szerepeket egészen haláláig vállalt, ám sok időt már nem tudott a színpadon tölteni egészségi állapota miatt.
2008-ban több mint negyvenévnyi távollét után először lépett fel ismét hazájában, mégpedig szülővárosában, a hollandiai Amersfoortban.
Heesters kétszer házasodott életében. Először 1930-ban, amikor feleségül vette Louisa Ghijs színésznőt, akitől két lánya született: Wiesje Heesters (1931) és Nicole Heesters (1937). Ghijs 1985-ben elhunyt. Halála után Heesters újra megnősült és 1992-ben feleségül vette Simone Rethel német színésznőt és írót.
2011 szentestéjén hunyt el 108 éves korában, szűk családi körben, a München melletti felsőbajor tartományi Starnberg faluban. Halálát agyvérzés okozta.

## Filmjei
- 1924: Cirque hollandais
- 1934: Bleeke Bet
- 1935: De vier Mullers
- 1936: Die Leuchter des Kaisers
- 1936: Der Bettelstudent
- 1936: Das Hofkonzert
- 1937: Wenn Frauen schweigen
- 1937: Gasparone
- 1938: Nanon
- 1938: Immer wenn ich glücklich bin..!
- 1939: Hallo Janine!
- 1939: Das Abenteuer geht weiter
- 1939: Meine Tante – Deine Tante
- 1940: Liebesschule
- 1940: Die lustigen Vagabunden
- 1940: Rosen in Tirol
- 1941: Immer nur … Du!
- 1941: Jenny und der Herr im Frack
- 1941: Illusion
- 1942: Karneval der Liebe
- 1944: Es lebe die Liebe
- 1944: Glück bei Frauen
- 1944: Es fing so harmlos an
- 1944: Frech und verliebt
- 1946: Die Fledermaus
- 1946: Renée / Renée XIV. Der König streikt
- 1947: Wiener Melodien
- 1949: Liebe Freundin
- 1950: Wenn eine Frau liebt
- 1950: Hochzeitsnacht im Paradies
- 1951: Professor Nachtfalter
- 1951: Tanz ins Glück
- 1951: Die Csardasfürstin
- 1952: Im weißen Rößl
- 1953: Die geschiedene Frau
- 1953: Die Jungfrau auf dem Dach
- 1953: Schlagerparade
- 1953: Hab’ ich nur Deine Liebe
- 1954: Stern von Rio
- 1955: Bel Ami
- 1955: Gestatten, mein Name ist Cox
- 1956: Ein Herz und eine Seele / …und wer küßt mich
- 1956: Opernball
- 1956: Heute heiratet mein Mann
- 1957: Viktor und Viktoria
- 1957: Von allen geliebt
- 1958: Bühne frei für Marika
- 1958: Besuch aus heiterem Himmel / Jetzt ist er da aus USA
- 1958: Frau im besten Mannesalter
- 1959: Die unvollkommene Ehe
- 1960: Am grünen Strand der Spree (TV)
- 1961: Junge Leute brauchen Liebe
- 1963: Er soll dein Herr sein (TV)
- 1968: Unsere liebste Freundin (TV)
- 1970: Der Kommissar (TV)
- 1973: Hallo, Hotel Sacher…Portier (TV)
- 1974: Hochzeitsnacht im Paradies (TV)
- 1980: Liebe bleibt nicht ohne Schmerzen (TV)
- 1982: Sonny Boys (TV)
- 1984: Die schöne Wilhelmine (TV)
- 1985: Otto – Der Film
- 1991: Altes Herz wird nochmal jung
- 1993: Zwei Münchner in Hamburg (TV)
- 1994: Silent Love
- 1995: Grandhotel (TV)
- 1996: Ein gesegnetes Alter (TV)
- 1999: Theater: Momo (TV)
- 2001: Otto – Mein Ostfriesland und mehr (TV)
- 2003: Zurück ins Leben (TV)
- 2008: 1½ Ritter – Auf der Suche nach der hinreißenden Herzelinde
- 2008: Wege zum Glück (TV)
- 2011: Ten

## Fordítás
Ez a szócikk részben vagy egészben  a   Johannes Heesters című angol Wikipédia-szócikk fordításán alapul.  Az eredeti cikk szerkesztőit annak laptörténete sorolja fel. Ez a jelzés csupán a megfogalmazás eredetét és a szerzői jogokat jelzi, nem szolgál a cikkben szereplő információk forrásmegjelöléseként.